# Jorginho Araújo
Jorginho Araújo (São Paulo, 18 de março de 1986) é um compositor, multi-instrumentista, produtor musical e arranjador brasileiro, com trabalhos dentro da música cristã contemporânea.

## Biografia
Filho do cantor Jorge Araújo e da cantora Eula Paula, Jorginho iniciou seus trabalhos profissionais como músico como integrante da banda infantil Turma do Barulho e, mais tarde, trabalhando em projetos de seu pai. Em 2003, foi instrumentista e arranjador no álbum Há uma Saída da cantora Shirley Carvalhaes, que foi produzido pelo maestro Melk Carvalhedo, renomado no meio, que deu a primeira oportunidade ao então jovem talento numa produção de importância e projeção nacional na época (Jorginho já havia produzido algumas coisas para a irmã, também cantora e compositora, Elen Diana).
Nos anos seguintes, atuou em alguns discos de cantoras consagradas como Cristina Mel, Vanilda Bordieri, Eliane Silva (todas no estilo pop pentecostal), adquirindo uma vasta experiência com música e áudio. 
Em 2007, houve a oportunidade de fazer algo diferente. Ali nasceu uma bela parceria. O então desconhecido Coral Kemuel, investe e acredita em um projeto, com a participação do também desconhecido produtor, que deu muito certo. Tanto que anos depois, produziram mais um álbum juntos em 2009.
Nesse mesmo tempo, trabalhou em turnês com o Ministério Adoração e Adoradores, liderado pelo Pastor Massao Suguihara, e na banda APC16, liderada pelo Pregador Luo, até o ano de 2013.
Mas, de volta às origens, trabalhando novamente em família, tornou-se nacionalmente conhecido atuando como produtor musical e tecladista ao lado de sua irmã, a cantora Daniela Araújo.
Juntos, além da produção dos álbuns da cantora (Daniela Araújo - 2011, Criador do Mundo - 2014, Doze - 2016 e Catarse Lado A - 2019) realizaram, também, produções para alguns artistas que estavam em acensão, como Gabriela Rocha (Pra onde iremos? - 2014), Jotta A (Geração de Jesus - 2013), Priscilla Alcantara (Ate Sermos Um - 2015), Leonardo Gonçalves (Single "Sublime"), Bekah Costa (Lugar Secreto - 2015), André e Felipe ( Single "Quem é Ele"), dentre tantos outros projetos.
Em 2017, foi indicado ao Troféu Louvemos o Senhor, na categoria Melhor produtor musical, juntamente com Daniela Araújo, pela sua participação no álbum Teu É o Reino, da cantora Lucimare. O disco Geração de Jesus, produzido por Jorginho e Daniela, foi indicado ao Grammy Latino em 2014.